# Charles Louis Philippot
Charles Louis Philippot, též Charles Louis Philippot de Senanget nebo Karl Ludwig Philippot (1. října 1801 Sainte-Menehould, Francie – 31. prosince 1859 Český Krumlov) byl malíř a miniaturista francouzského původu, působící v Českém Krumlově.

## Život
Charles Louis Philippot se narodil v Sainte-Menehould ve Francii. 
V roce 1831 již byl v Praze a portrétoval neznámého kněze. V roce 1832 byl zapsán s manželkou Antonií (1803) jako měšťan Starého Města pražského a bydlel v domě čp. 184/I v Karlově ulici 12.
V roce 1833 si otevřel ateliér v Linci[zdroj?]. 
V červenci roku 1839 se stal dvorním malířem knížete Schwarzenberga a přestěhoval se do Českého Krumlova. 
Roku 1850 svou kariéru ukončil.. 
Zemřel v Českém Krumlově 31. prosince 1859.

## Dílo
Maloval olejomalby, kvaše a akvarely. Během svého působení na knížecím dvoře Schwarzenbergů v Českém Krumlově vytvořil v letech 1839–1850 řadu kopií či replik, ale také restauroval rodové portréty Rožmberků, Eggenbergů a maloval portréty žijících členů rodiny Schwarzenbergů. 
Pro kapli svatého Jiří na zámku v Českém Krumlově vytvořil oltářní obraz Panny Marie, pro českokrumlovský kostel svatého Víta obraz svatého Jana Nepomuckého. K nejzdařilejším patří jeho oltářní obrazy sv. Jana Evangelisty a svatého Rocha. Dále maloval portréty českokrumlovských měšťanů. 

## Sbírky
Philippotovy obrazy jsou v českých i zahraničních sbírkáchː
- Státní hrad a zámek Český Krumlov
- Regionální muzeum v Českém Krumlově, dvojportrét měšťan., sv. Jan Nepomucký, sv. Jan Evangelista, sv. Roch[5]
- Národní muzeum v Praze (Historické muzeum, inv.č. H2–65.025) Miniatura pražského kněze-spisovatele, datovaná 1831
- kostel svatého Petra a Pavla ve Svérazuː vytvořil dva protějškové oltářní obrazy.[6]
- Estonské muzeum umění v Tallinuː portrétní miniatura neznámého muže z roku 1833[7]
- Miniatura neznámého muže z roku 1830 vydražena v aukci v Mnichově roku 1932[8]

## Galerie

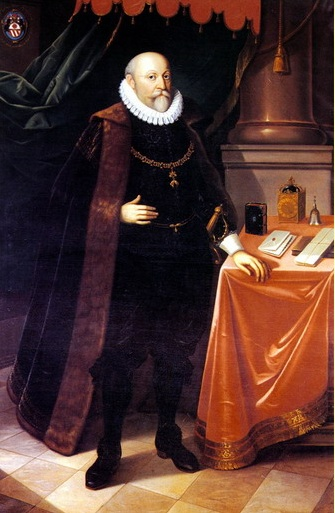
Kopie portrétu Viléma z Rožmberka
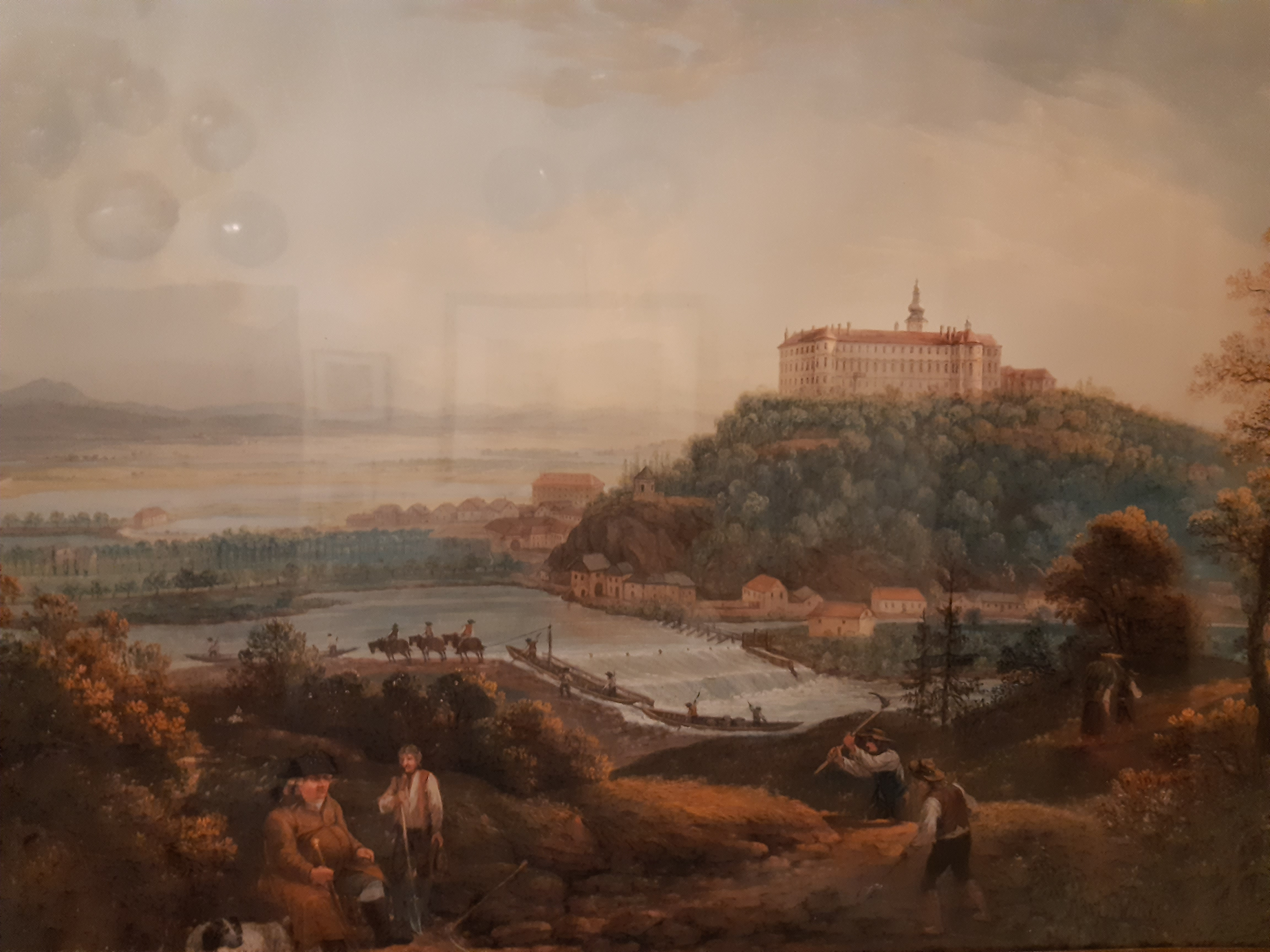
Renesanční zámek Hluboká
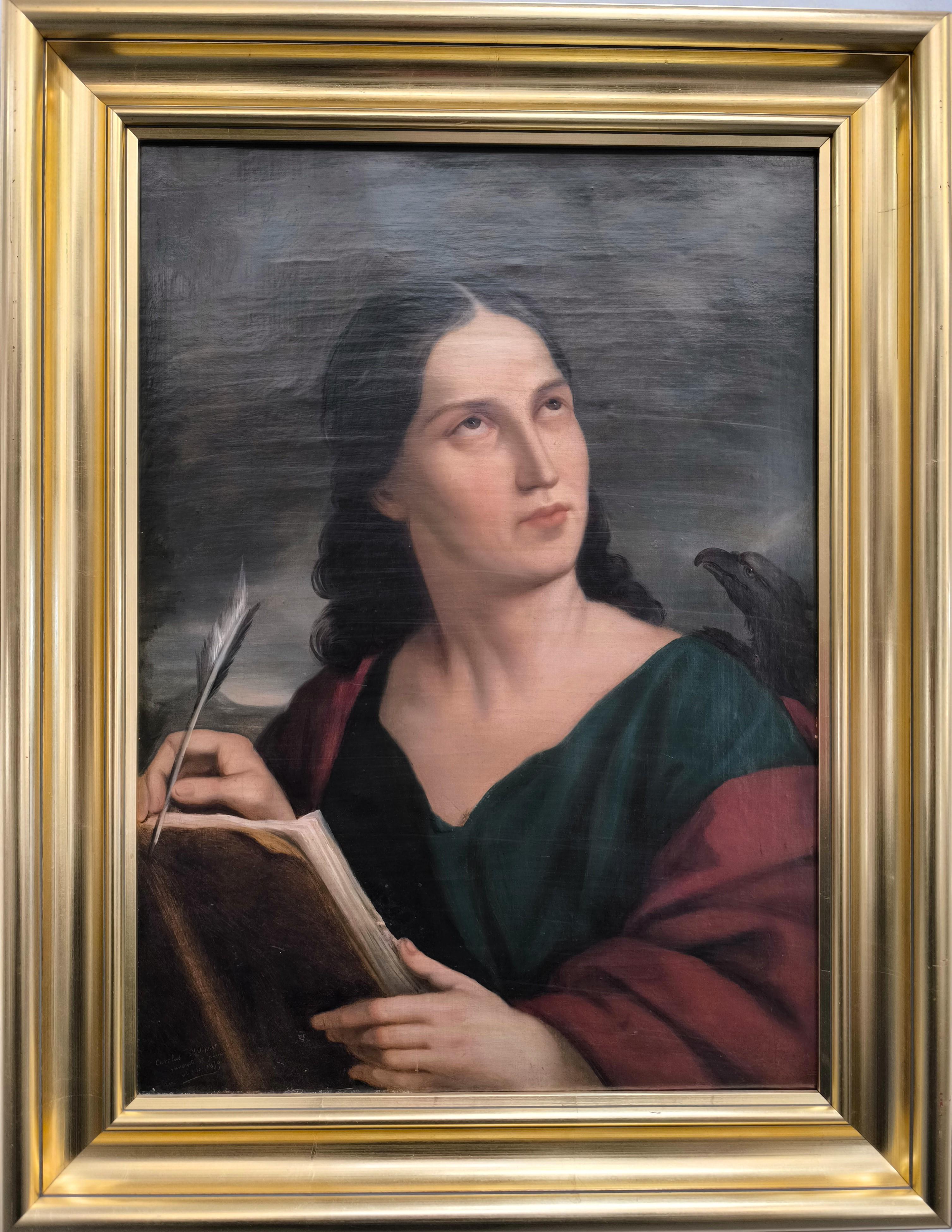
Píšící sv. Jan Evangelista
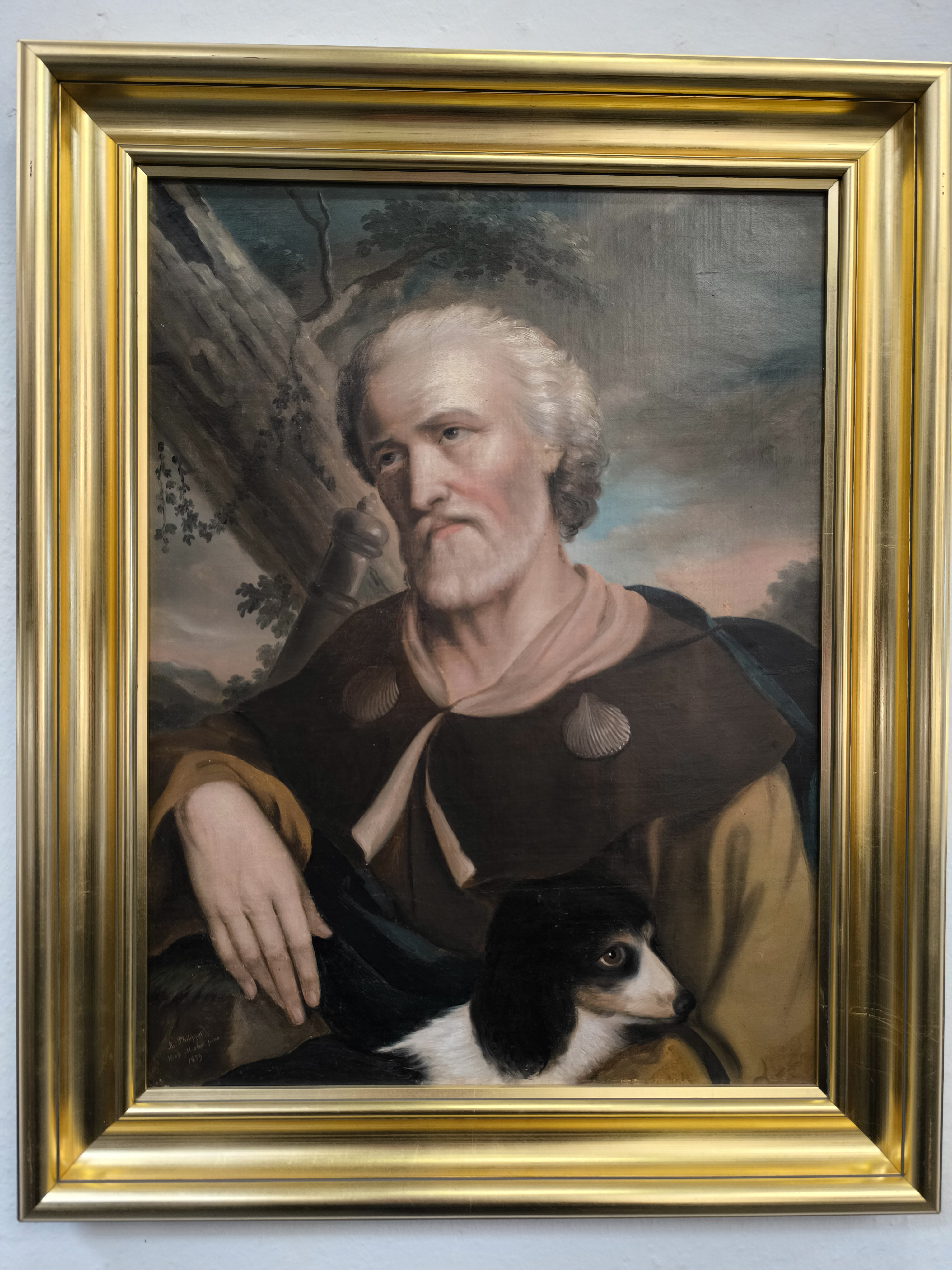
Sv. Roch jako poutník
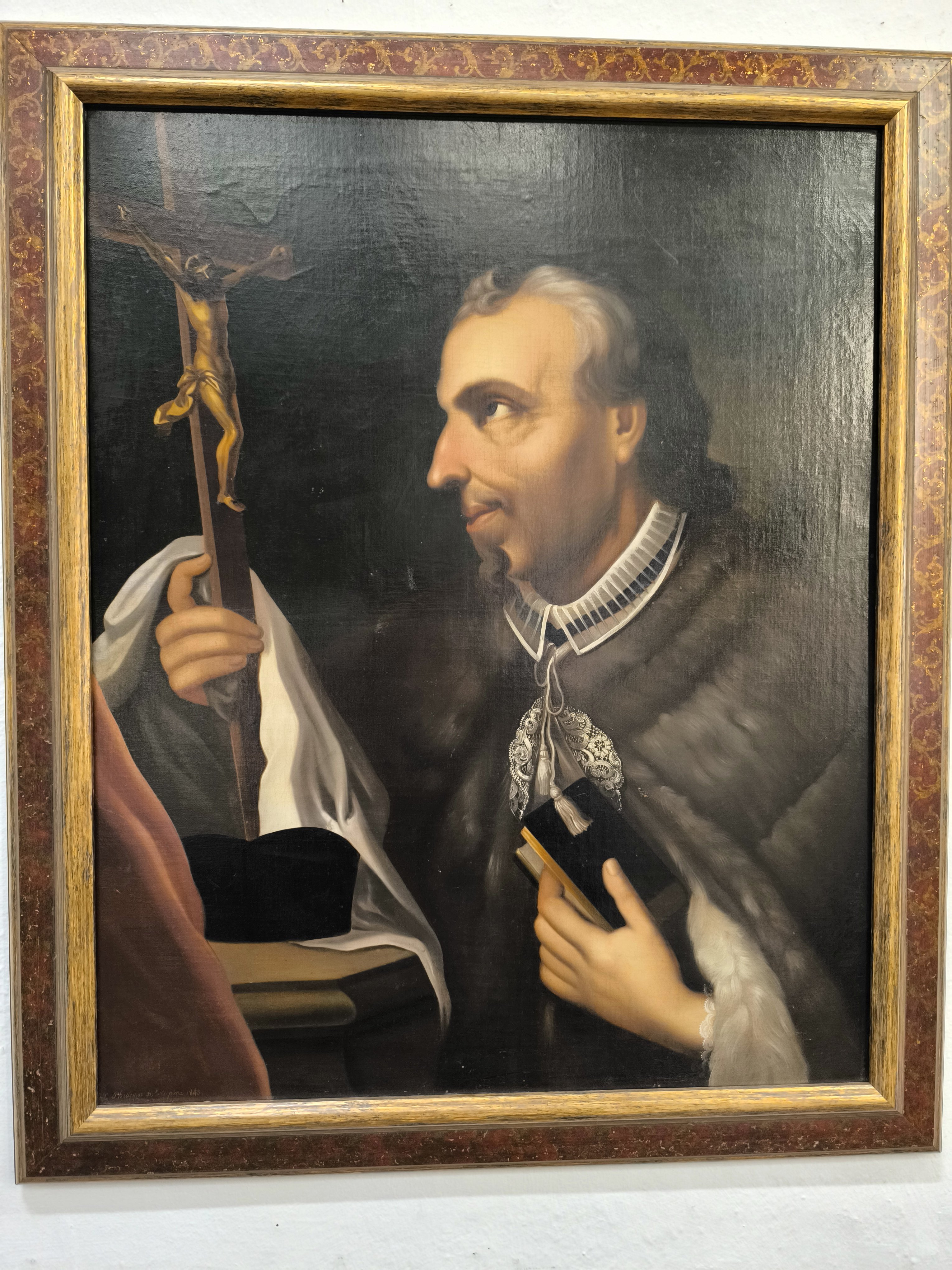
Sv. Jan Nepomucký
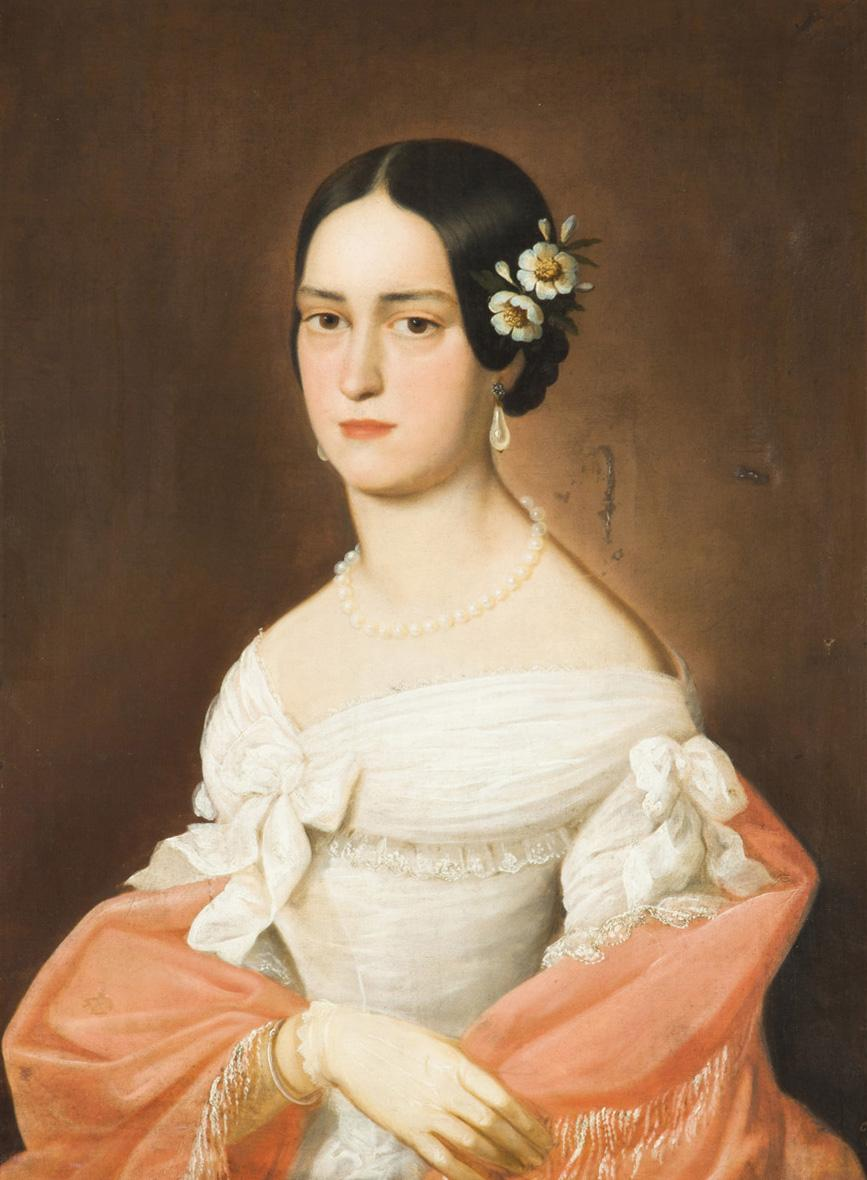
Portrét mladé dámy (1847)
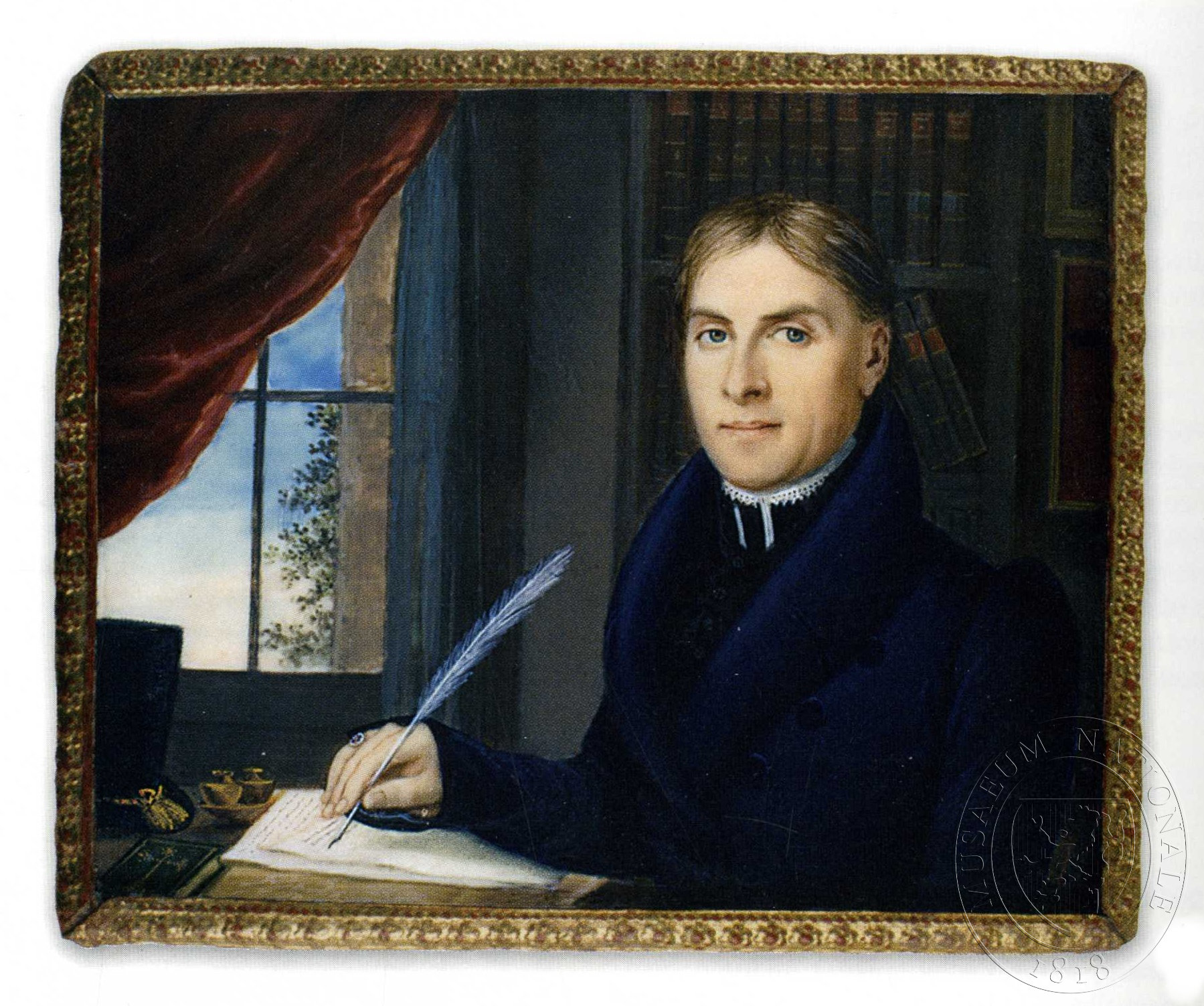
Miniatura pražského kněze (1831)
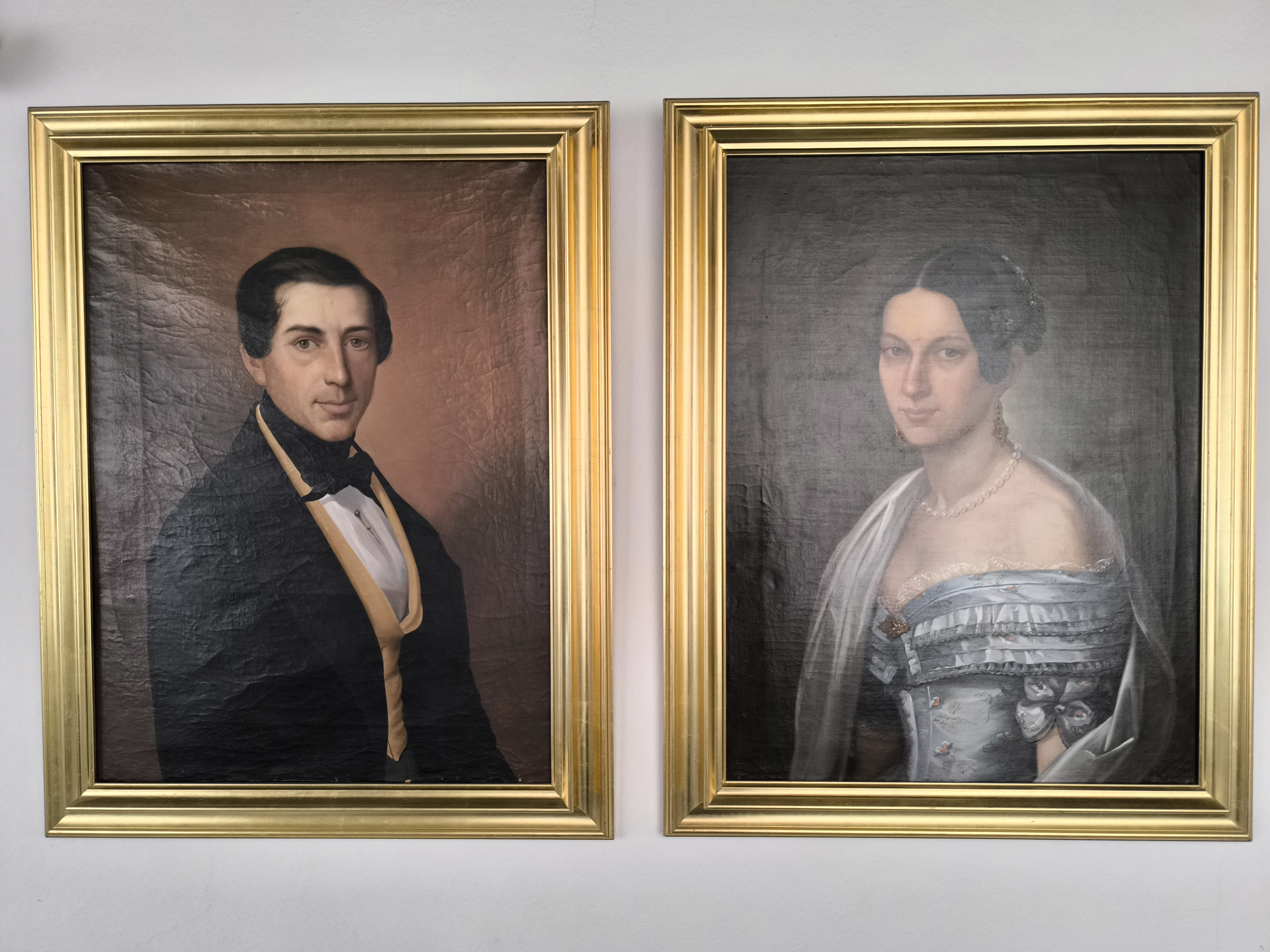
Dvojportrét měšťanů